# Hotel Florida
L'Hotel Florida si trovava in Piazza del Callao nel centro di Madrid.
Era stato costruito nel 1924 ed era stato utilizzato come base da molti dei corrispondenti esteri di stanza a Madrid durante la guerra civile spagnola, tra cui anche Ernest Hemingway, in qualità di corrispondente per la North American News Association (NANA).
L'hotel è stato demolito nel 1964 e sul sito è stato costruito un grande magazzino, oggi di proprietà de El Corte Inglés.

## Storia
L'architetto Antonio Palacios progettò e costruì l'hotel nella Plaza de Callao, sulla Gran Vía allora in costruzione. Fu inaugurato nel febbraio 1924 e la facciata dell'edificio era completamente in marmo.
L'hotel aveva 200 camere, ognuna con bagno, e divenne famoso  raggiunsero la fama durante la Guerra Civile, quando divenne la residenza di corrispondenti, scrittori stranieri e intellettuali presenti a Madrid durante il suo assedio. Per un certo periodo Ernest Hemingway e la sua allora amante e poi terza moglie, Martha Gellhorn, alloggiarono nell'hotel e lo stesso Hemingway affermava che ogni giorno si aspettava che una bomba cadesse sulla sua macchina da scrivere. Nell'hotel Hemingway ha scritto La quinta colonna.
Anche John Dos Passos ha alloggiato al Florida e ha immortalato il suo soggiorno in un articolo intitolato Room with a bathroom in the Hotel Florida, pubblicato su Esquire nel gennaio 1938. L'ultimo corrispondente di guerra ad aver soggiornato nell'hotel è stato O.D. Gallagher, inviato del Daily Express, che si dice fosse l'unico straniero ad aspettare l'ingresso delle truppe di Franco a Madrid.
L'hotel era anche il luogo di ritrovo preferito di Frank Tinker e di altri piloti di caccia mercenari statunitensi arruolati nelle forze lealiste durante la guerra civile, che apprezzavano l'opportunità di fermarsi per un bagno caldo ogni volta che potevano arrivare a Madrid.
Nel 2006 l'Instituto Cervantes e la Fundación Pablo Iglesias ha inaugurato a New York una mostra chiamata "I corrispondenti di guerra in Spagna", che copre il lavoro e le avventure di molte persone del Florida.
La reception e la hall principale dell'Hotel Florida sono state riprodotte nella vecchia stazione ferroviaria di Oakland per le riprese della produzione HBO Hemingway & Gellhorn del 2012.